# Хенрі Ярвелайд
Хенрі Ярвелайд (ест. Henri Järvelaid, нар. 11 грудня 1998, Таллінн) — естонський футболіст, захисник клубу «Левадія» та національної збірної Естонії.
Виступав також за клуб «Флора».
Триразовий чемпіон Естонії. Дворазовий володар Кубка Естонії. Володар Суперкубка Естонії. 

## Клубна кар'єра
Народився 11 грудня 1998 року в місті Таллінн. Вихованець футбольної школи клубу «Нимме Юнайтед».
У дорослому футболі дебютував 2016 року виступами за команду «Флора», в якій провів два сезони, взявши участь у 10 матчах чемпіонату. 
Згодом з 2018 по 2023 рік грав у складі команд «Таммека», «Флора», «Вендсюссель», «Согндал» та «Нимме Калью».
До складу клубу «Левадія» приєднався 2023 року. Станом на 20 червня 2025 року відіграв за талліннський клуб 15 матчів у національному чемпіонаті.

## Виступи за збірні
У 2013 році дебютував у складі юнацької збірної Естонії (U-16), загалом на юнацькому рівні взяв участь у 30 іграх, відзначившись 2 забитими голами.
Протягом 2017–2019 років залучався до складу молодіжної збірної Естонії. На молодіжному рівні зіграв у 16 офіційних матчах.
У 2020 році дебютував в офіційних матчах у складі національної збірної Естонії.
| Дата       | Місто     | Господарі | Результат | Гості   | Турнір                               | Голи | Примітки |
| ---------- | --------- | --------- | --------- | ------- | ------------------------------------ | ---- | -------- |
| 5-9-2020   | Таллінн   | Естонія   | 0 – 1     | Грузія  | Ліга націй УЄФА 2020-2021 - 1-й етап | -    |          |
| 8-9-2020   | Єреван    | Вірменія  | 2 – 0     | Естонія | Ліга націй УЄФА 2020-2021 - 1-й етап | -    | 30'      |
| 7-10-2020  | Таллінн   | Естонія   | 1 – 3     | Литва   | товариський матч                     | -    | 58'      |
| 11-11-2020 | Флоренція | Італія    | 4 – 0     | Естонія | товариський матч                     | -    | 78'      |
| Усього     |           | Матчів    | 4         |         | Голів                                | 0    |          |

## Титули і досягнення
- Чемпіон Естонії (3):

«Флора»: 2017, 2019
«Левадія»: 2024
- Володар Кубка Естонії (2):

«Флора»: 2019-2020
«Левадія»: 2023-2024
- Володар Суперкубка Естонії (1):

«Флора»: 2020